# Elbbach (Sieg)
Der Elbbach ist ein 22 km langer, linker und südöstlicher Zufluss der Sieg in Rheinland-Pfalz.

## Name
Der Fluss wird schon 1048 erstmals urkundlich genannt (usque in Elbenam). Der Name leitet sich vom indogermanischen Wort *albʰo- für 'weiß' ab, welches im Germanischen (und vielleicht auch Keltischen) zusätzlich noch die Bedeutung 'Fluss' erhalten hatte.

## Verlauf
Der Elbbach entspringt innerhalb der Gemarkung Weitefeld, durchfließt den Elkenrother Weiher, setzt sich fort durch die Gemarkungen Elkenroth, Dickendorf, Elben (Westerwald), Dauersberg, Mittelhof und mündet im Wissener Stadtteil Schönstein in die Sieg.